# Severino Aefi
Severino Aefi (15 ottobre 1970) è un ex calciatore salomonese, di ruolo portiere.

## Carriera

### Nazionale
Ha debuttato in Nazionale nel 1996. Ha partecipato, con la Nazionale, alla Coppa d'Oceania 1996, alla Coppa d'Oceania 2000, alla Coppa d'Oceania 2002 e alla Coppa d'Oceania 2004.

## Palmarès

### Club

#### Competizioni nazionali
- Telekom National Club Championship: 1

Kossa: 2007
- Honiara FA League: 1

Kossa: 2009